# 今津酒造
今津酒造株式会社（いまづしゅぞう）は、日本の酒造会社である。灘五郷の一つ、今津郷（兵庫県西宮市）に所在する。銘柄は「扇正宗」。

## 沿革
1751年（宝暦元年）創業。
1888年（明治21年）、6代目野田六左衛門がこの蔵を買収した。野田六左衛門（野田金平）家は近江国日野にルーツを持つ近江商人（日野商人）の家系であり、群馬県板鼻町（かつての中山道板鼻宿、現在は安中市板鼻）を本店として「十一屋六左衛門」の屋号で醸造業を営むとともに、三重県神戸町（現在の鈴鹿市）などにも進出していた。灘五郷には1886年（明治19年）、西宮にあった和泉万助の蔵を借り受けて進出したが、この蔵の借り賃が高くなったため、これに代わって今津村の清水福松の持ち蔵を買い取って支店としたものである。当初、「今津酒造店」の主な出荷先は東京市場であったが、東京市場では十分な利益を上げられなかったために、1892年（明治25年）に大阪店を開業して近隣地域での販売に力を入れている。
1902年（明治35年）、6代目の死去により、7代目野田六左衛門が跡を継ぐ（六左衛門が幼少であったため、経営は分家の2代目野田東三郎が補佐したとみられる）。1903年（明治36年）、第5回内国勧業博覧会では、今津店から出品された「扇正宗」「万物一」が褒章を受けている。
1910年（明治43年）、「扇正宗」を商標登録。従来「正宗」印の小印であった「扇」を付したものである。現在の今津酒造は、「末広がり」の扇に「商売繁昌」「互いの幸福」などを願う命名と説明している。
1944年（昭和19年）、戦時企業整備にともない、3つの酒造家と合併し法人として設立。1945年（昭和20年）8月6日の「阪神大空襲」で蔵を全焼した。1949年（昭和24年）に蔵を新築。1971年（昭和46年）に有限会社から株式会社となる。
2021年現在、今津郷は当社と大関の二社体制となっている。